# Xanthorhoe mesilauensis
Xanthorhoe mesilauensis är en fjärilsart som beskrevs av Holloway 1976. Xanthorhoe mesilauensis ingår i släktet Xanthorhoe och familjen mätare. Inga underarter finns listade i Catalogue of Life.